# Duje Krstulović
Duje Krstulović (Split, 5 februari 1953) is een Kroatisch voormalig basketballer.

## Carrière
Krstulović speelde gedurende zijn hele carrière voor KK Jugoplastika, in 1977 werd hij landskampioen en in 1972, 1974, 1977 won hij de landsbeker. Hij won ook nog de Korać Cup in 1976 en 1977.
Hij speelde gedurende een korte periode voor zijn nationale ploeg maar werd wel Olympisch, wereld- en Europees kampioen. 

## Erelijst
- 1x Joegoslavisch landskampioenschap: 1977
- 3x Joegoslavisch bekerwinnaar: 1972, 1974, 1977
- 2x Korać Cup: 1976, 1977
- Olympische Spelen: 1x
- Wereldkampioenschap: 1x
- Europees kampioenschap: 1x , 1x